# غريغوار دي ميفيوس
غريغوار دي ميفيوس مواليد 16 أغسطس 1962، هو سائق راليات بلجيكي بدأ مسيرته في سنة 1988. كان أول رالي له هو رالي فنلندا 1988. شارك في بطولة العالم للراليات.شارك في رالي داكار.

## فرق مثلها
- سوبارو
- شركة فورد
- نيسان موتورز

## روابط خارجية
- غريغوار دي ميفيوس على موقع eWRC-results.com (الإنجليزية)